# Dreifaltigkeitsfriedhof vor dem Potsdamer Tor

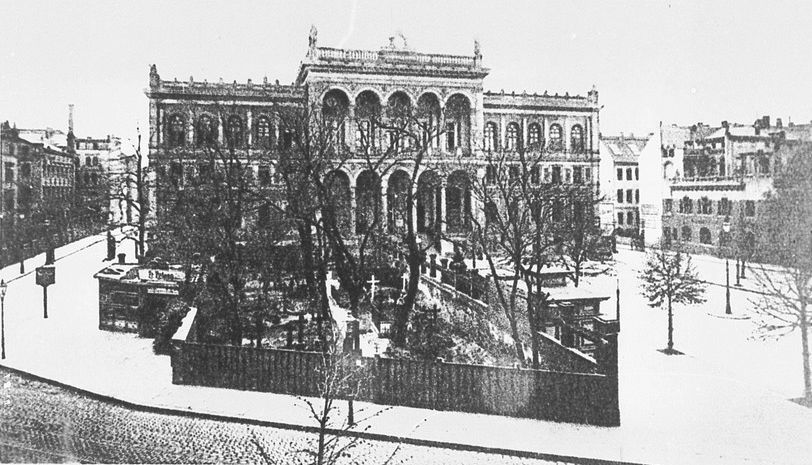
Der Dreifaltigkeitsfriedhof auf dem Vorplatz des Potsdamer Bahnhofs, um 1890

Der Dreifaltigkeitsfriedhof vor dem Potsdamer Tor, oft auch als Dreifaltigkeitsfriedhof am Potsdamer Bahnhof bezeichnet, war eine Begräbnisstätte der evangelischen Berliner Dreifaltigkeitsgemeinde und existierte von ca. 1740 bis 1922. Der Friedhof befand sich vor dem Potsdamer Tor auf dem Gebiet des heutigen Berliner Ortsteils Tiergarten. Dort lag er ab ca. 1831 an der heutigen Stresemannstraße und ab 1838 unmittelbar am Potsdamer Bahnhof, ab 1872 sogar auf dessen Vorplatz. Angesichts der rasanten städtebaulichen Entwicklung der Gegend um den Potsdamer Platz in den folgenden Jahrzehnten wirkte der Friedhof an diesem Ort zunehmend isoliert und deplatziert. Im Jahr 1909 wurde er geschlossen, 1922 erfolgte seine Einebnung.
Bei der inzwischen üblichen Nummerierung der Berliner Dreifaltigkeitsfriedhöfe nach Alter findet der nicht erhaltene Friedhof vor dem Potsdamer Tor keine Berücksichtigung.

## Geschichte

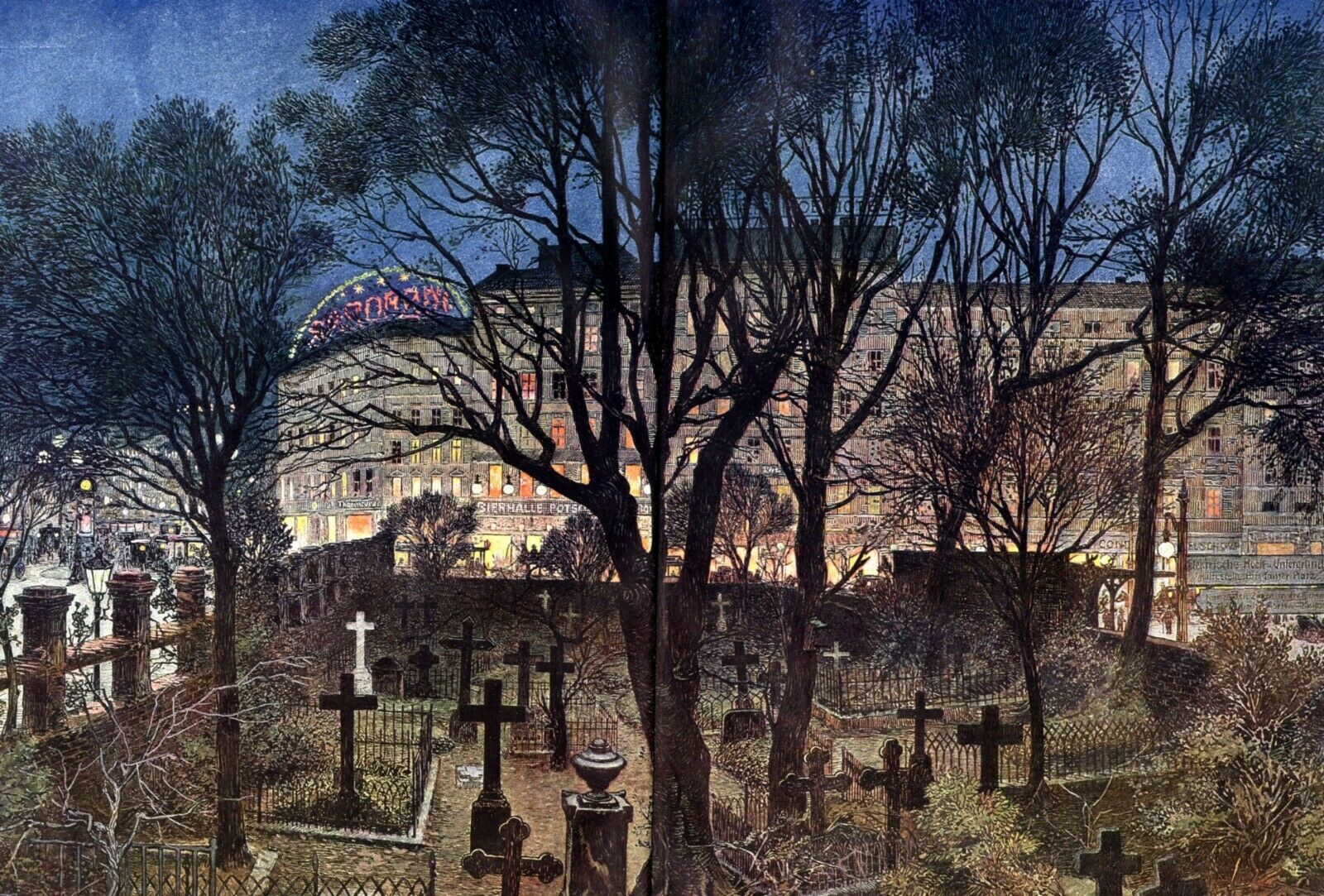
Wilhelm Thiele: Der Dreifaltigkeitskirchhof am Potsdamer Bahnhof in Berlin (1907)

Der Gemeinde der Dreifaltigkeitskirche, die 1737–1739 an der Mohrenstraße in der erweiterten Friedrichstadt erbaut worden war, hatte der preußische König Friedrich Wilhelm I. untersagt, Bestattungen in oder an der Kirche vorzunehmen. Das entsprach der sich damals entwickelnden Überzeugung, dass Friedhöfe aus hygienischen Gründen außerhalb der Stadtgrenzen angelegt werden sollten. Obwohl es Hinweise gibt, dass die Gemeinde sich nicht ganz strikt an die Vorgabe hielt und es zu einzelnen Beisetzungen auch an der Kirche kam, bestand doch frühzeitig die Notwendigkeit, sich Terrain jenseits der Berliner Zollmauer für die Anlage dortiger Friedhöfe zu sichern. Die Dreifaltigkeitsgemeinde erwarb hierfür bis 1742 Grundstücke sowohl vor dem Potsdamer als auch vor dem Halleschen Tor. Die zeitliche Reihenfolge ist etwas unsicher. Eine Festschrift, die 1839 zum hundertjährigen Bestehen der Dreifaltigkeitskirche erschien, behauptet, der Friedhof vor dem Potsdamer Tor sei der erste der Gemeinde gewesen und 1741/1742 zur Regierungszeit von König Friedrich II. angelegt worden. Andere Quellen sprechen dafür, dass die heute als Dreifaltigkeitsfriedhof I bekannte Begräbnisstätte vor dem Halleschen Tor bereits seit 1737 genutzt wurde und damit der erste Friedhof der Gemeinde war.
Vor dem Potsdamer Tor strebte die Dreifaltigkeitsgemeinde zunächst an, ihren Friedhof an der Südseite der heutigen Bellevuestraße anzusiedeln. Nachdem dies vom König untersagt worden war – von welchem ist unklar –, kaufte man stattdessen ein Ackerstück weiter südlich auf der köllnischen Feldmark, das von Feldern, Wiesen, Gärten und kleinen Landhäusern umgeben war. Die Gemeindemitglieder nahmen den dort eröffneten Friedhof jedoch nur zögerlich an, er blieb gegenüber dem vor dem Halleschen Tor zweite Wahl. Die erste dokumentierte Beisetzung vor dem Potsdamer Tor fand erst 1750 statt, als Maria Elisabeth Baltzer (1685–1750), die Gattin eines Branntweinbrenners, dort bestattet wurde. Demgegenüber kam es vor dem Halleschen Tor wegen Platzmangels bereits 1755 zu einer ersten Erweiterung der Friedhofsfläche. Im Jahr 1793 verpachtete die Gemeinde den Großteil des Terrains vor dem Potsdamer Tor und nur ein kleiner Rest blieb als Begräbnisstätte ausgewiesen.
Seit ungefähr 1831 lag dieser Dreifaltigkeitsfriedhof an der neu angelegten Hirschelstraße (ab 1867: Königgrätzer Straße; heute: Stresemannstraße). Bis 1838 entstand südlich des Friedhofs der Potsdamer Bahnhof als erster Bahnhof Berlins. Die Nachbarschaft zu einem Friedhof wurde seitens der Bahngesellschaft von Beginn an „als recht störend empfunden“. Die Dreifaltigkeitsgemeinde reklamierte ihrerseits eine Wertminderung ihres Grundstücks durch den benachbarten Bahnhof und ließ sich hierfür mit einer jährlichen Zahlung von 40 Talern durch die Bahngesellschaft entschädigen. Tatsächlich trat in den folgenden Jahrzehnten allerdings eine enorme Wertsteigerung des Geländes ein. Zudem forderte die Kirchengemeinde die Finanzierung einer Einfriedung ihres Begräbnisplatzes. Die Bahngesellschaft willigte ein und stellte die Mittel für den Bau einer bis zu acht Fuß (rund 2,5 m) hohen Mauer bereit, die den Begräbnisort ab 1837 umgab.

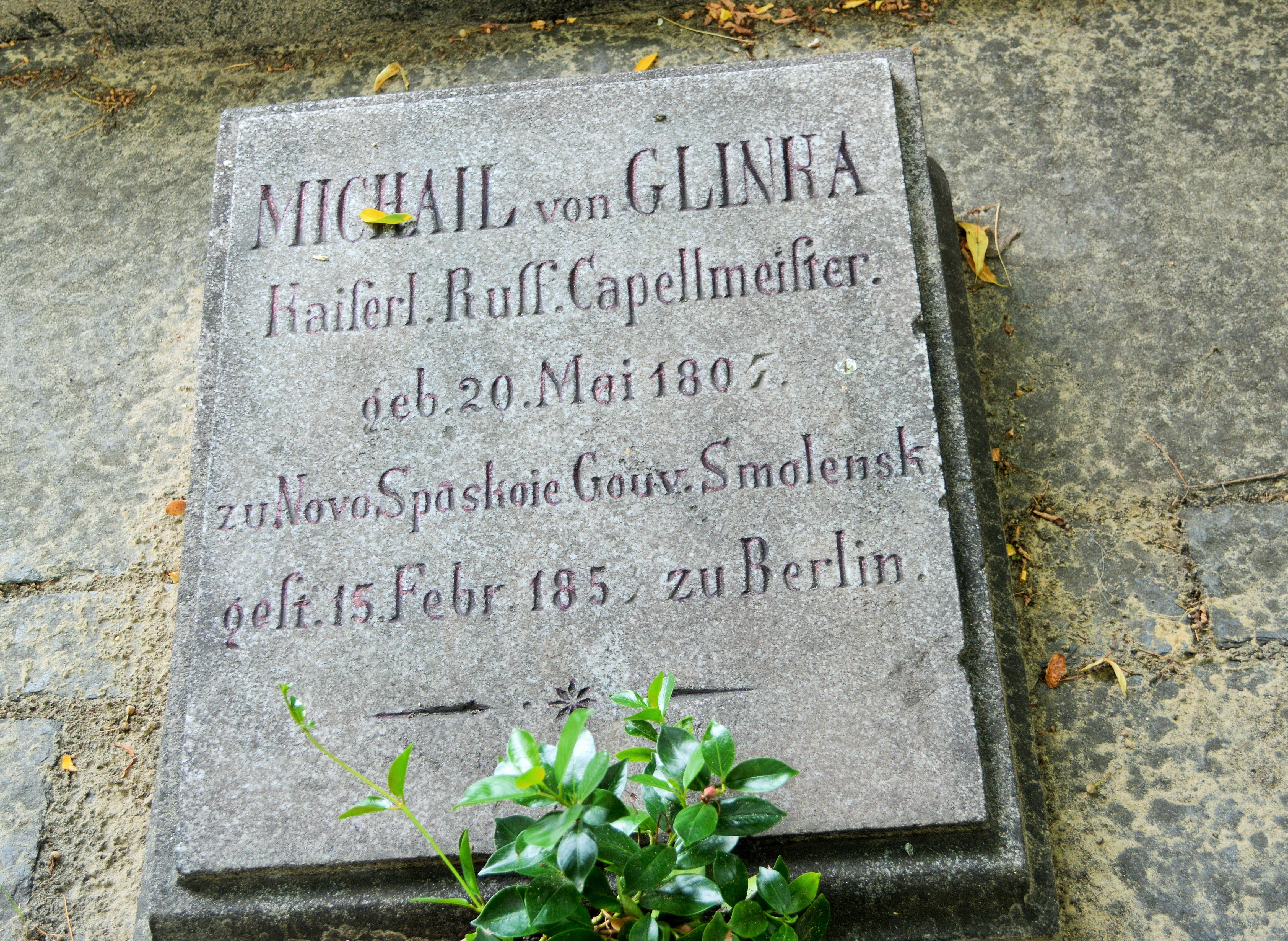
Die Grabplatte von Michail Glinka befindet sich heute auf dem Russischen Friedhof in Berlin-Tegel

Trotz der Lage an einem städtischen Bahnhof fanden weiterhin Beisetzungen auf dem Dreifaltigkeitsfriedhof statt. So wurde im Februar 1857 der russische Komponist Michail Iwanowitsch Glinka (1804–1857) zunächst hier bestattet. Allerdings wurde er bereits im Mai desselben Jahres auf den Tichwiner Friedhof in Sankt Petersburg umgebettet. Seine ursprüngliche Grabplatte vom Dreifaltigkeitsfriedhof, die sein Lehrer Siegfried Wilhelm Dehn in Auftrag gegeben hatte, ist heute Teil einer Gedenkstätte für Glinka auf dem Russischen Friedhof in Berlin-Tegel. Auch der Mineraloge Carl Karsten (1782–1853) und der preußische Staats- und Kultusminister Friedrich Eichhorn (1779–1856) wurden nach 1850 am Potsdamer Bahnhof bestattet. Im Jahr 1907 erfolgte die Umbettung der sterblichen Überreste von Eichhorn und seiner Gattin auf den Dreifaltigkeitsfriedhof an der Bergmannstraße, den zwischenzeitlich dritten Begräbnisplatz der Gemeinde. Spätere Umbettungen vom Friedhof vor dem Potsdamer Tor sind nicht bekannt.

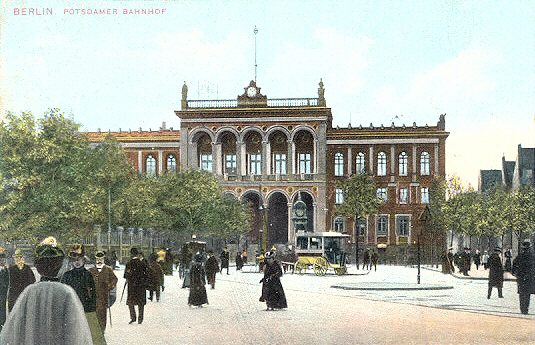
Vorplatz und Empfangsgebäude des Potsdamer Bahnhofs, links der Dreifaltigkeitsfriedhof, um 1900

In den Jahren 1868–1872 kam es zu einem weitgehenden Umbau des Potsdamer Bahnhofs. Ein neues Empfangsgebäude erhob sich anschließend nur noch wenige Meter vom Dreifaltigkeitsfriedhof entfernt und war „so weit vorgeschoben, wie es das Noli me tangere des Kirchhofs“ gestattete. Der Friedhof lag nun auf dem neu angelegten Bahnhofsvorplatz, dessen linke Hälfte er fast vollständig einnahm. Das hatte unter anderem zur Konsequenz, dass eine Zufahrt zum Bahnhof nicht am Eingangsportal vorbeigeführt, sondern nur im rechten Winkel angelegt werden konnte. Zudem beeinträchtigten die Bäume auf dem Dreifaltigkeitsfriedhof massiv die Fassadenwirkung des neuen Empfangsgebäudes.
Überhaupt erschien der Friedhof in dem geschäftigen Treiben um den Potsdamer Platz herum nun zunehmend isoliert und deplatziert. Allerdings wurde er erst 1909 geschlossen. Die Königliche Eisenbahndirektion Berlin erwarb das Grundstück anschließend zu dem beachtlichen Preis von 600.000 Mark (kaufkraftbereinigt in heutiger Währung: rund 4,29 Millionen Euro). Im Jahr 1914 schrieb sie einen Architektenwettbewerb zur einheitlichen Neugestaltung des Bahnhofsvorplatzes aus, der den Architekten weiten Freiraum für Gestaltungsvorschläge ließ. Bezeichnenderweise bestand eine maßgebliche Vorgabe allerdings darin, dafür zu sorgen, dass der Blick auf das Empfangsgebäude, insbesondere vom Potsdamer Platz her, in der Zukunft möglichst wenig beeinträchtigt sein sollte. Bedingt durch den Ersten Weltkrieg kam der Wettbewerb erst 1919 zum Abschluss. Alle prämierten und viele weitere der 78 eingereichten Entwürfe sahen flankierende Vorbauten des Empfangsgebäudes vor, mit denen auch das Friedhofsgelände überbaut worden wäre.
Nichts davon wurde letztlich verwirklicht. Man beschränkte sich 1922 schließlich darauf, die Friedhofsmauer niederzulegen, die Grabstätten einzuebnen und das Friedhofsgelände in eine einfach gestaltete Grünfläche umzuwandeln. Einige wertvolle historische Grabdenkmäler aus Eisenkunstguss wurden zwar gesichert, zu Umbettungen kam es indes nicht.

## Beigesetzte Persönlichkeiten

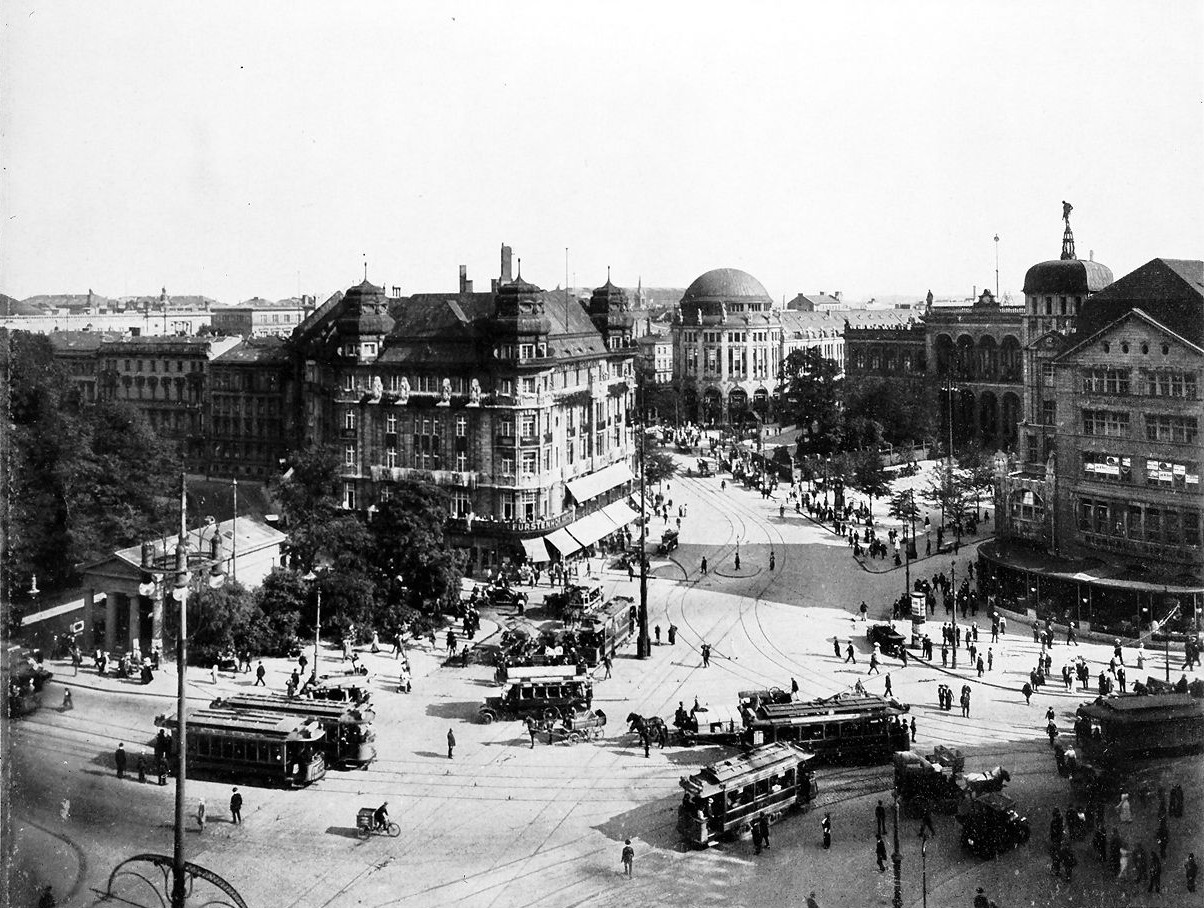
Der Potsdamer Platz um 1920; oben rechts – vor Haus Vaterland und Potsdamer Bahnhof – der Dreifaltigkeitsfriedhof kurz vor seiner Einebnung

Zu den bekannten Persönlichkeiten, die auf dem Dreifaltigkeitsfriedhof vor dem Potsdamer Tor bestattet wurden, zählen:
- Johann Heinrich Christian Barby (1765–1837), Lehrer, Altphilologe
- Christian Günther von Bernstorff (1769–1835), dänischer und preußischer Staatsmann und Diplomat
- Carl Karsten (1782–1853), Mineraloge, Metallurge
- Georg Jacob Decker der Ältere (1732–1799), Buchdrucker
- Georg Jacob Decker der Jüngere (1765–1819), Buchdrucker, Verleger
- Friedrich Eichhorn (1779–1856), preußischer Staats- und Kultusminister (1907 auf den Dreifaltigkeitsfriedhof an der Bergmannstraße umgebettet)
- Michail Iwanowitsch Glinka (1804–1857), Komponist (im Mai 1857 nach Sankt Petersburg umgebettet)
- Franz von Reden (1754–1831), hannoverscher Staatsmann und Diplomat
- Friedrich Philipp Rosenstiel (1754–1832), Beamter, Oberbergrat, Staatsrat, Direktor der Königlich Preußischen Porzellan-Manufaktur
- Wilhelm von Salpius (1785–1866), Generalmajor, Kommandant der Festung Danzig
- Johann Karl Philipp Spener (1749–1827), Verleger, Buchhändler, Publizist, Redakteur